# Cranton Bay
Die Cranton Bay ist eine Bucht südlich der Canisteo-Halbinsel am östlichen Ende der Amundsen-See. Das südliche Ende der Bucht wird durch die Backer-Inseln und ein Schelfeis gebildet, das diese Bucht von der Pine Island Bay trennt. Unmittelbar vor ihrer Einfahrt liegen die Brownson-Inseln.
Kartografisch erfasst wurde sie mittels Luftaufnahmen der Operation Highjump (1946–1947) im Dezember 1946. Das Advisory Committee on Antarctic Names benannte sie nach Leutnant Elmer Mitchell Cranton (1932–2021), medizinischer Offizier und Leiter der Byrd-Station im Jahr 1967.